# Kimi ga iru kara
Kimi ga iru kara (君がいるから? "Perché tu sei qui") è un brano musicale registrato da Sayuri Sugawara e pubblicato come suo secondo singolo il 2 dicembre 2009 dalla For Life Music. Il brano è il tema portante della colonna sonora dell'edizione giapponese del videogioco Final Fantasy XIII. Anche il brano presente sul lato B del singolo Eternal Love è presente nella colonna sonora del videogioco. L'altro brano presente sul singolo, Christmas Again invece utilizza un campionamento di un brano di Franz Liszt.

## Il singolo
Il singolo ha raggiunto l'undicesima posizione della classifica Oricon dei singoli più venduti in Giappone, ed è rimasto in classifica per undici settimane, diventando il maggior successo commerciale di Sayuri Sugawara, con 36,400 copie vendute. La versione digitale del singolo è stata certificata disco d'oro dalla Recording Industry Association of Japan.

## Tracce
CD singolo
1. Kimi ga Iru Kara - 5:54
2. Eternal Love - 4:35
3. Christmas Again - 4:34
4. Kimi ga Iru Kara (Instrumental) - 5:53
5. Eternal Love (Instrumental) - 4:35
6. Christmas Again (Instrumental) - 4:31